# YUSHIN
YUSHIN株式会社（ユーシン）は、京都府京都市南区に本社を置くプラスチック射出成形品の取り出しロボットのトップメーカー。旧社名は株式会社ユーシン精機。

## 沿革
- 1971年1月 - 創業者の小谷進がユーシン精機として京都市東山区に個人創業。
- 1973年10月 - 株式会社ユーシン精機として法人改組。
- 1978年1月 - 高速自動小型取出ロボットを発売し、取出ロボット業界に参入。
- 1985年3月 - 京都市伏見区に本社を移転。
- 1996年12月 - 大阪証券取引所市場第二部及び京都証券取引所に上場。
- 1999年12月 - 東京証券取引所市場第一部に上場、大阪証券取引所市場第一部に指定替え。
- 2022年4月 - 東京証券取引所プライム市場に移行。
- 2023年10月 - 東京証券取引所スタンダード市場へ市場変更。
- 2025年4月 - YUSHIN株式会社に商号変更[2]。